# جایزه انجمن منتقدان فیلم دالاس‌فورت وورث برای بهترین بازیگر نقش اول مرد
جایزه انجمن منتقدان فیلم دالاس‌فورت وورث برای بهترین بازیگر نقش اول مرد (به انگلیسی: Dallas–Fort Worth Film Critics Association Award for Best Actor) جایزه‌ای است که توسط انجمن منتقدان فیلم دالاس‌فورت وورث اهدا می‌شود. این جایزه به افتخار بازیگر مردی که در نقش اصلی بازی برجسته‌ای ارائه کرده‌است اهدا می‌شود.

## برندگان و نامزدها

### دهه ۱۹۹۰
۱۹۹۰: جرمی آیرونز در نقش کلاوس فن بولو – برگشتن بخت
- ژرار دوپاردیو در نقش سیرانو دو برژراک – سیرانو دو برژراک
- ریچارد هریس در نقش بول مک‌کِیب – مزرعه

۱۹۹۱: آنتونی هاپکینز در نقش هانیبال لکتر – سکوت بره‌ها
۱۹۹۲: دنزل واشینگتن در نقش مالکوم ایکس – مالکوم ایکس
۱۹۹۳: آنتونی هاپکینز در نقش آقای جیمز استیونس – بازمانده روز
۱۹۹۴: تام هنکس در نقش فارست گامپ – فارست گامپ
۱۹۹۵: نیکلاس کیج در نقش بن ساندرسون – ترک لاس وگاس
۱۹۹۶: جفری راش در نقش دیوید هلفگات – درخشش
۱۹۹۷: پیتر فوندا در نقش اولیسس «اولی» جکسون – طلای اولی
۱۹۹۸: جیم کری در نقش ترومن بوربنک – نمایش ترومن
۱۹۹۹: کوین اسپیسی در نقش لستر بورنهام – زیبایی آمریکایی

### دهه ۲۰۰۰
۲۰۰۰: راسل کرو در نقش ماکسیموس دسیموس مریدیوس – گلادیاتور
- شان کانری در نقش ویلیام فارستر – یافتن فارستر
- مایکل داگلاس در نقش پروفسور گرَدی تریپ – پسران شگفت‌انگیز
- تام هنکس در نقش چاک نولاند – دورافتاده
- جفری راش در نقش مارکی دو ساد – قلم‌پرها

۲۰۰۱: راسل کرو در نقش جان فوربز نش – ذهن زیبا
- ویل اسمیت در نقش محمد علی کلی – علی
- بیلی باب تورنتون در نقش اد کرِین – مردی که آنجا نبود
- دنزل واشنگتن در نقش کارآگاه گروهبان آلونزو هریس – روز تعلیم
- تام ویلکینسون در نقش مت فاولر – در اتاق خواب

۲۰۰۲: جک نیکلسون در نقش وارن اشمیت – درباره اشمیت
- آدرین برودی در نقش ولادیسلاو اشپیلمان – پیانیست
- نیکلاس کیج در نقش چارلی کافمن – اقتباس
- دنیل دی-لوئیس در نقش ویلیام «بیل قصاب» کاتینگ – دارودسته‌های نیویورکی
- رابین ویلیامز در نقش سیمور «سی» پریش – عکس یک‌ساعته

۲۰۰۳: شان پن در نقش جیمی مارکوم – رودخانه مرموز
- جانی دپ در نقش جک اسپارو – دزدان دریایی کارائیب: نفرین مروارید سیاه
- پل جیاماتی در نقش هاروی پکار – شکوه آمریکایی
- بن کینگزلی در نقش سرهنگ مسعود امیر بهرانی – خانه‌ای از شن و مه
- بیل مری در نقش باب هریس – گمشده در ترجمه

۲۰۰۴: پل جیاماتی در نقش مایلز ریموند – راه‌های فرعی
- دان چیدل در نقش پاول روسساباگینا – هتل رواندا
- جانی دپ در نقش جیمز بری – در جستجوی ناکجاآباد
- لئوناردو دی‌کاپریو در نقش هوارد هیوز – هوانورد
- جیمی فاکس در نقش ری چارلز – ری

۲۰۰۵: فیلیپ سیمور هافمن در نقش ترومن کاپوتی – کاپوتی
- راسل کرو در نقش جیم جی برادوک – مرد سیندرلایی
- هیث لجر در نقش انیس دل مارا – کوهستان بروکبک
- واکین فینیکس در نقش جانی کش – سربه‌راه باش
- دیوید استراترن در نقش ادوارد مورو – شب‌بخیر و موفق باشید.

۲۰۰۶: فارست ویتاکر در نقش عیدی امین – آخرین پادشاه اسکاتلند
- لئوناردو دی‌کاپریو در نقش دنی آرچر – الماس خونین
- لئوناردو دی‌کاپریو در نقش ویلیام «بیلی» کاستیگان جونیور – رفتگان
- رایان گاسلینگ در نقش دَن دان – نیمه نیلوفر
- پیتر اوتول در نقش ماوریس راسل – ونوس

۲۰۰۷: دنیل دی-لوئیس در نقش دنیل پلِنویو – خون به پا خواهد شد
- جرج کلونی در نقش کایکل کلیتون – مایکل کلیتون
- امیل هرش در نقش کریستوفر مک‌کندلس – به‌سوی طبیعت وحشی
- تامی لی جونز در نقش هنک دیرفیلد – در دره الاه
- فرانک لانگلا در نقش لئونارد شیلر – شروع به هنگام عصر

۲۰۰۸: شان پن در نقش هاروی میلک – میلک
- ریچارد جنکینز در نقش والتر وِیل – بازدیدکننده
- فرانک لانگلا در نقش ریچارد نیکسون – فراست/نیکسون
- برد پیت در نقش بنجامین باتن – مورد عجیب بنجامین باتن
- میکی رورک در نقش رابین رامزینسکی / رندی «دِ رَم» رابینسون – کشتی‌گیر

۲۰۰۹: جرج کلونی در نقش رایان بینگام – بالا در آسمان
- جف بریجز در نقش اوتیس «باد» بلیک – دل دیوانه
- کالین فرث در نقش جرج فالکونر – یک مرد مجرد
- مورگان فریمن در نقش نلسون ماندلا – شکست‌ناپذیر
- جرمی رنر در نقش گروهبان یکم ویلیام جیمز – مهلکه

### دهه ۲۰۱۰
۲۰۱۰: جیمز فرانکو در نقش آرون رالستون – ۱۲۷ ساعت
- مایکل داگلاس در نقش بن کالمن – مرد منزوی
- رابرت دووال در نقش فلیکس بوش – Get Low
- جسی آیزنبرگ در نقش مارک زاکربرگ – شبکه اجتماعی
- کالین فرث در نقش جرج ششم – سخنرانی پادشاه

۲۰۱۱: جرج کلونی در نقش مت کینگ – زادگان
- ژان دوژاردن در نقش جرج والنتین – آرتیست
- مایکل فاسبندر در نقش براندون سالیوان – شرم
- برد پیت در نقش بیلی بین – مانیبال
- مایکل شنون در نقش کرتیس لا فورچه – پناه بگیر

۲۰۱۲: دنیل دی-لوئیس در نقش آبراهام لینکلن – لینکلن
- جان هاکس در نقش مارک اُبراین – جلسه‌ها
- هیو جکمن در نقش ژان والژان – بینوایان
- واکین فینیکس در نقش فردی گوئل – استاد
- دنزل واشینگتن در نقش ویلیام «ویپ» ویتاکر سنیور – پرواز

۲۰۱۳: متیو مک‌کانهی در نقش ران وودروف – باشگاه خریداران دالاس
- بروس درن در نقش وودی گرنت – نبراسکا
- لئوناردو دی‌کاپریو در نقش جردن بلفورت – گرگ وال استریت
- چیویتل اجیوفور در نقش سالومون نورثاپ – ۱۲ سال بردگی
- تام هنکس در نقش ریچارد فیلیپس – کاپیتان فیلیپس

۲۰۱۴: مایکل کیتون در نقش ریگان تامسون – بردمن
- بندیکت کامبربچ در نقش آلن تورینگ – بازی تقلید
- جیک جیلنهال در نقش لوئیس «لو» بلوم – شبگرد
- ادی ردمین در نقش استیون هاوکینگ – نظریه همه‌چیز
- تیموتی اسپال در نقش ویلیام ترنر – آقای ترنر

۲۰۱۵: لئوناردو دی‌کاپریو در نقش هیو گلاس – بازگشته
- مت دیمون در نقش مارک واتنی – مریخی
- جانی دپ در نقش جیمز بالجر – عشاء ربانی سیاه
- مایکل فاسبندر در نقش استیو جابز – استیو جابز
- ادی ردمین در نقش لیلی البه – دختر دانمارکی

۲۰۱۶: کیسی افلک در نقش لی چندلر – منچستر بای د سی
- جوئل اجرتون در نقش ریچارد لاوینگ – لاوینگ
- رایان گاسلینگ در نقش سباستین وایلدر – لا لا لند
- تام هنکس در نقش چسلی «سالی» سالنبرگر – سالی
- دنزل واشنگتن در نقش تروی مکسان – حصارها

۲۰۱۷: گری اولدمن در نقش وینستون چرچیل – تاریک‌ترین لحظات
- تیموتی شالامی در نقش الیو پرلمن – مرا با نامت صدا کن
- دنیل دی-لوئیس در نقش رینولدز وودکاک – رشته خیال
- جیمز فرانکو در نقش تامی وایزو – هنرمند فاجعه
- تام هنکس در نقش بنجامین سی. بردلی – پست

۲۰۱۸: کریستین بیل در نقش دیک چینی – معاون
- بردلی کوپر در نقش جکسون ماین – ستاره‌ای متولد شده‌است
- ایثن هاک در نقش ارنست تالر محترم – نخستین اصلاح‌شده
- رامی ملک در نقش فردی مرکوری – بوهمین راپسودی
- ویگو مورتنسن در نقش تونی لیپ – کتاب سبز

۲۰۱۹: آدام درایور در نقش چارلی باربر – داستان ازدواج
- آنتونیو باندراس در نقش سالوادور مالو – درد و شکوه
- رابرت دنیرو در نقش فرانک شیرن – مرد ایرلندی
- لئوناردو دی‌کاپریو در نقش ریک دالتون – روزی روزگاری در هالیوود
- واکین فینیکس در نقش جوکر – جوکر

### دهه ۲۰۲۰
۲۰۲۰: چادویک بوزمن در نقش لوی گرین – بلک باتم ما رینی
- ریز احمد در نقش روبن استون – صدای متال
- آنتونی هاپکینز در نقش آنتونی – پدر
- دلروی لیندو در نقش پل – ۵ هم‌خون
- گری اولدمن در نقش هرمن جی. منکویتس – منک